# 흉방
"흉방"(중국어: 凶榜)은 1981년에 개봉한 홍콩의 영화이다. 유완콩이 감독을 맡았으며 친샹린 등이 주연으로 출연했다.

## 캐스팅
- 친샹린
- 웨화
- 정쩌스
- 유이하